# Hålandsmarka
Hålandsmarka este o localitate din comuna Sola, provincia Rogaland, Norvegia, cu o suprafață de 0,19 km² și o populație de 1.025 locuitori (2013).